# Chris Larkin
Chris Larkin (nacido Christopher Stephens el 19 de junio de 1967) es un actor británico.

## Primeros años
Nacido Christopher Stephens en Londres, Larkin es el hijo mayor de los actores Maggie Smith y Robert Stephens. Reveló en una entrevista que cambió su nombre artístico para distanciarse profesionalmente de sus famosos padres. Eligió "Larkin" porque estaba muy apegado al trabajo del poeta Philip Larkin.

## Carrera
Larkin se capacitó en el London Academy of Music and Dramatic Art (LAMDA). Es conocido por su papel de Hermann Göring en la película Hitler: The Rise of Evil, pero también hizo de Charles Darwin en la serie Evolution y del abolicionista William Wilberforce en la producción de radio, Grace Victorious. Larkin hizo del Capitán Howard de los Marines en Master and Commander: The Far Side of the World junto a Paul Bettany y Russell Crowe, y apareció en Valkyrie junto a Tom Cruise en el papel del Saegento Helm. Otras películas son Ángeles e insectos, Jane Eyre y Tea with Mussolini, y Heroes and Villains dirigida por Selwyn Roberts.
Larkin hizo de Cambridge en la sefie Roger Roger y de George Marsden en Shackleton para el Canal Cuatro. Larkin también apareció en un episodio de 2007 de Doctor Who "The Shakespeare Code" y en la película de terror de 2012, The Facility (origalmente titulada Conejillo de indias) dirigida por Ian Clark.
En 2013 protagonizó Yes, Prime Minister como Bernard Woolley.
Otros papeles en teatro han sido: Edgar en The Lady from Dubuque junto a su madre, Maggie Smith, y dirigida por Anthony Page; Jopari en His Dark Materials en el The National Theatre; The Whisky Taster en el Bush Theatre, Londres; y Noises Off, dirigida por Lindsay Posner.

## Filmografía parcial
- Ángeles e insectos (1995) - Robin Whitefield
- Jane Eyre (1996) - Frederick Lynn
- Tea with Mussolini (1999) - Alcalde Gibson
- Command Approved (2000) - Primer oficial
- Hitler: The Rise of Evil (2003) - Hermann Göring
- Master and Commander: The Far Side of the World (2003) - Capt. Howard, Royal Marines
- Heroes and Villains (2006) - RRW
- Valkyrie (2008) - Sergeant Helm
- The Facility (2012) - Dr. Mansell
- The Program (2015) - John Wilcockson
- Black Sails (2017) - Capitán Berringer
- Official Secrets (2019) - Nigel H. Jones
- Widow Clicquot (2024) - Muller